# Premier van het Verenigd Koninkrijk
De premier van het Verenigd Koninkrijk (Engels: Prime Minister of the United Kingdom), afgekort PM, is de regeringsleider van de regering van het Verenigd Koninkrijk. Gegeven dat het Verenigd Koninkrijk een constitutionele monarchie is, is de macht van de monarch beperkt, en ligt de politieke verantwoordelijkheid van het staatshoofd eerder bij de premier. De premier en zijn kabinet (bestaande uit zijn belangrijkste ministers) zijn in zijn geheel collectief verantwoordelijk voor de beslissingen van de regering tegenover de monarch, het parlement, de politieke partijen van de meerderheid en finaal het electoraat.
Ambtshalve is de premier lid van het regeringskabinet, de Privy Council en, van 1973 tot het moment dat het Verenigd Koninkrijk uit de Europese Unie zou stappen, de Europese Raad. Ex officio is de premier ook "First Lord of the Treasury" en "Minister for the Civil Service". De premier rapporteert aan het parlement. De ambtswoning van de premier is 10 Downing Street, het landgoed van de premier is Chequers. Aanspreektitel is "The Right Honourable", de formele aanstelling gebeurt door de monarch en de duurtijd van de aanstelling wordt formeel vastgelegd "At His Majesty's pleasure".
Het ambt van de premier is een van de vier traditionele hoogste ambten in het Verenigd Koninkrijk. Het ambt is niet formeel gecreëerd door de grondwet of een wet maar bestaat enkel op basis van een lang bestaande overeenkomst die bepaalt dat de vorst een premier benoemt die met de grootste waarschijnlijkheid kan werken in het vertrouwen van het lagerhuis. Even traditioneel de leider van de politieke partij of coalitie van politieke partijen die een meerderheid vormen in dit lagerhuis. De eerste premier, in functie van 1721 tot 1742, was Robert Walpole. De eerste vrouwelijke premier was Margaret Thatcher van 1979 tot 1990. De functie groeide in de laatste drie eeuwen mee met de evoluerende machtsverhouding en taakverdeling tussen monarch en parlement. Het hele systeem, gebaseerd op het Britse stelsel werd bekend als het Westminster-systeem en werd veelvuldig in andere landen overgenomen.